# کزلمورو
کزلمورو (به ایتالیایی: Casalmoro) یک کومونه در ایتالیا است که در استان منتووا واقع شده‌است.

## خصوصیات
کزلمورو ۱۳٫۹ کیلومترمربع مساحت و ۲٬۲۲۸ نفر جمعیت دارد.